# 混世魔王
混世魔王，《西游记》中的妖怪。也用于形容一个人神通广大，无法无天，让人头疼。曾在一些文学作品中出现。
是孙悟空打败的第一个妖怪，耍一把大刀，也会騰雲駕霧。孙悟空刚学艺回来时，正要抢占花果山，抢掠了一些小猴和用具，被孙悟空打败。
体型高大，手持大刀，住在坎源山水脏洞。当孙悟空离开水帘洞、向须菩提祖师求教时，他强掳花果山众猴做自己的奴隶，因而被学成归来的孙悟空打死。
《三寶太監西洋記》中，提及他曾在磨竭山與九天玄女大戰七天七夜，不分勝負，最後被九天玄女以烘籃封住。